# جائزة الأب داميان
جائزة الأب داميان هي جائزة للالتزام في مكافحة الجذام.